# Alen Melunović
Alen Melunović (* 26. ledna 1990, Prijepolje, SFR Jugoslávie) je bosenský fotbalový útočník původem ze Srbska, momentálně hrající za srbský celek FK Napredak Kruševac.
Jeho oblíbeným klubem je italský AS Řím, oblíbeným hráčem švédský útočník Zlatan Ibrahimović.

## Klubová kariéra
Profesionální kariéru zahájil v českém klubu FK Teplice. V Gambrinus lize debutoval 30. května 2009 v utkání proti domácímu týmu SK Dynamo České Budějovice, které skončilo porážkou 0:3. Na hřiště se dostal v 75. minutě.
Jaro 2010 strávil na hostování v FK Ústí nad Labem, v září 2011 odešel na další hostování, tentokráte roční, do FK Varnsdorf.
V únoru 2013 se vrátil zpět do Bosny do klubu FK Sarajevo, kde působil až do září 2013. Následně přestoupil do polského celku Widzew Łódź. V létě 2014 v klubu skončil, Widzew sestoupil do nižší ligy a neuplatnil opci.
Melunović se rozloučil se svým fotbalovým agentem a další angažmá si sháněl sám. V listopadu 2014 přišel na testy zpět do FK Teplice, kde přesvědčil trenéra Ščasného. Podepsal amatérskou smlouvu do konce roku 2014. V lednu 2015 odešel na půlroční hostování do FK Ústí nad Labem (i zde v minulosti hrával), aby se rozehrál po téměř půlroce bez pořádného zápasového vytížení.
V létě 2015 přestoupil z Teplic do slovenského prvoligového klubu FO ŽP ŠPORT Podbrezová vedeného koučem Zdenko Frťalou, pod nímž již působil v FK Varnsdorf.